# Барановское сельское поселение (Ульяновская область)
Бара́новское се́льское поселе́ние — муниципальное образование в составе Николаевского района Ульяновской области. Административный центр — село Барановка.

## Население
| 2010  | 2012  | 2013  | 2014  | 2015  | 2016  | 2017  |
| ----- | ----- | ----- | ----- | ----- | ----- | ----- |
| 2539  | ↘2450 | ↘2393 | ↘2335 | ↘2232 | ↘2162 | ↘2132 |
| 2018  | 2019  | 2020  | 2021  |       |       |       |
| ↘2110 | ↘2075 | ↘2043 | ↗2061 |       |       |       |

## Состав сельского поселения
В состав поселения входят 7 населённых пунктов: 6 сёл и 1 посёлок.
| № | Населённый пункт | Тип населённого пункта       | Население |
| - | ---------------- | ---------------------------- | --------- |
| 1 | Барановка        | село, административный центр | 963       |
| 2 | Белый Ключ       | село                         | 9         |
| 3 | Болдасьево       | село                         | 116       |
| 4 | Губашево         | село                         | 110       |
| 5 | Давыдовка        | село                         | 896       |
| 6 | Калиновка        | посёлок                      | 0         |
| 7 | Телятниково      | село                         | 445       |

## Известные уроженцы
Горелов, Александр Петрович — Герой Советского Союза, гвардии капитан, командир стрелкового батальона 120-го гвардейского стрелкового полка. Родился 27 марта 1923 года в селе Барановка.